# 石灰窑

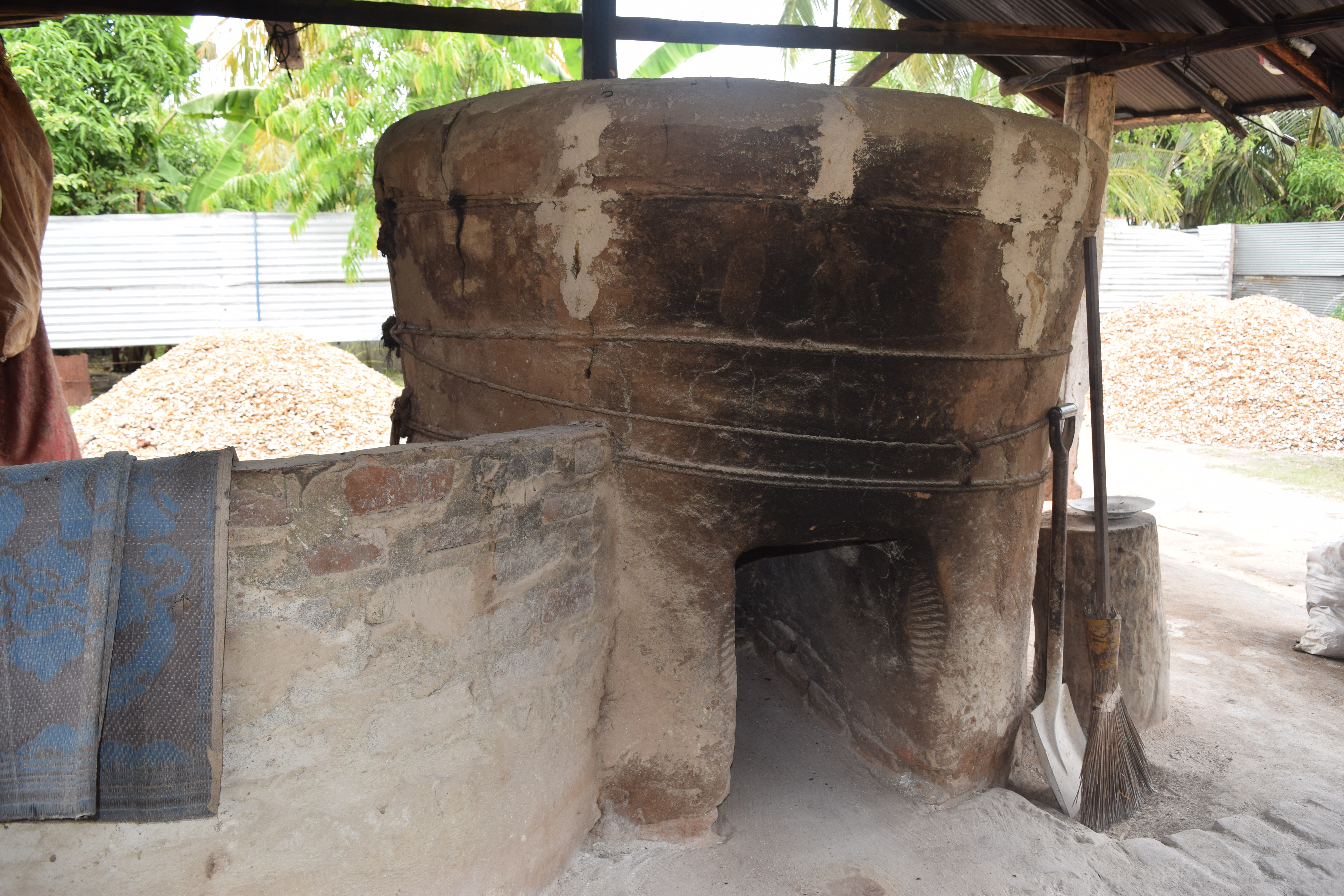
斯里蘭卡的一個石灰窑

石灰窑是一种專門用來生產石灰的的窑。石灰岩（碳酸鈣）會在石灰窯中煅燒，然後就能產生生石灰（氧化鈣）。将生石灰与水混合後又可以形成熟石灰（氢氧化钙）。石灰岩遇熱產生生石灰的化學方程式為：
CaCO3 + 热量 → CaO + CO2
该化學反应可以在840 °C（1,540 °F）以上的任何温度下发生 ，但一般石灰窯會將溫度控制在900 °C（1,650 °F） （此时CO2的气体分压为1个标准大气压），不過為了讓化學反應更快發生，有些石灰窯會將溫度調到1,000 °C（1,830 °F） （在此温度下二氧化碳的气体分压为3.8个标准大气压 ）。 